# 柔道一代
『柔道一代』（じゅうどういちだい、英題：Judo for Life ）は、1963年の日本映画。主演 ： 千葉真一、監督 ： 佐伯清、製作 ： 東映東京、モノクロ・シネマスコープ、93分。『柔道一代シリーズ』の第1作。

## 解説
週刊読売スポーツに連載されていた近藤竜太郎の原作を基にした柔道活劇。TBSが1962年にテレビドラマ化した「柔道一代」放送中に、本作は映画化された。原作こそ同じであるものの、テレビドラマが嘉納治五郎の生涯と講道館四天王の活躍を描いていたのに対して、映画は西郷四郎をモデルにした主人公・本郷四郎が強者へ成っていく過程に、青春・友情・恋愛を盛り込んだ物語を描いており、キャストも登場人物の名前も映画独自のものとなっている。柔道を正式競技に採用する東京オリンピックを翌年に控えていたこともあり、時流を先取りしたものにもなった。
1970年代に数々の格闘映画に主演していく千葉真一にとって、本作が格闘活劇の主演第1作でもある。主な脇役として、四郎が目標とする香野理五郎に杉浦直樹、四郎が惹かれる大坪道子に佐久間良子、四郎と深い友情を結ぶ大村竜作に村田英雄らを配している。ちなみに香野のモデルは嘉納治五郎のように、戸田常次郎（室田日出男）は富田常次郎、横川次郎作（曽根晴美）は横山作次郎、中山仙造（山本麟一）は山下義韶だが、人物像まで反映させてるのは四郎と香野のみである。
クレジットタイトルのトップは村田、2番目に千葉・佐久間となっている。主題歌は大ヒットし、村田は同年の第14回NHK紅白歌合戦に出場した際、本作の主題歌を歌った。キャッチコピーは「柔術も、カラ手も、ドスもどんと来い！講道館で男を磨いた俺たちだ！！」。

## ストーリー
柔術修行で上京した本郷四郎は、働き始めた小料理屋「入船」の女将の勧めで、天道流大坪道場へ入門した。そこの巨躯な師範代・中山仙造の荒稽古を受ける。そんな中山だが、柔道大会では香野理五郎に完敗してしまう。四郎は香野の強さに興味を持ち、大坪道子や大村竜作とも出会う中で、本当の強さを追求していく。

## 出演者
- 千葉真一 ： 本郷四郎

- 佐久間良子 ： 大坪道子
- 曽根晴美 ： 横川次郎作
- 筑波久子 ： 与那嶺ミキ
- 大村文武 ： 与那嶺拳心
- 花沢徳衛 ： 朝舜和尚
- 利根はる恵 ： 女将 お俊
- 須藤健 ： 大村源作
- 佐山俊二 ： イタダキの金太
- 佐伯徹 ： 山北義夫
- 室田日出男 ： 戸田常次郎
- 山本麟一 ： 中山仙造
- 杉義一
- 永島明
- 萩原満
- 八名信夫
- 月村圭子 ： 芸者万弥
- 不忍郷子 ： 火の玉組 お春
- 相馬剛三 ： 民衆A
- 岡本四郎
- 北山達也
- 土山政志
- 滝謙太郎
- 西川賢
- 久保一
- 滝島孝二
- 日尾孝司
- 大木史朗
- 久地明
- 山之内修
- 秋山敏
- 三沢徹夫
- 宮城厚
- 清見淳
- 打越正八
- 弘川惠造
- 植田貞光
- 岡林泰夫
- 佐藤文紀
- 沢彰謙 ： 警視総監
- 神田隆 ： 大坪靖之助
- 杉浦直樹 ： 香野理五郎
- 村田英雄 ： 大村竜作

## スタッフ
- 監督 ： 佐伯清
- 企画 ： 亀田耕司・片桐譲
- 原作 ： 近藤竜太郎
- 脚本 ： 松浦健郎
- 撮影 ： 林七郎
- 照明 ： 銀屋謙蔵
- 録音 ： 岩田廣一
- 美術 ： 田辺達
- 音楽 ： 小杉太一郎
- 編集 ： 鈴木寛
- 擬斗 ： 堤柳二郎
- 助監督 ： 梨岡元
- スチール ： 田中牧夫
- 進行主任 ： 諸原栄七
- 現像 ： 東映化学工業株式会社

## 主題歌
- 「柔道一代」 - 作詞 ： 星野哲郎　作曲 ： 山路進一　唄 ： 村田英雄（コロムビアレコード）